# Горшенев (группа)
«Горшенёв» или Проект «ГОРШЕНЁВ» — российская рок-группа, основанная Алексеем Горшенёвым после распада группы «Кукрыниксы» в 2018 году.

## История
После юбилейного тура в 2018 году группа «Кукрыниксы» прекратила своё существование. Экс-лидер группы Алексей Горшенёв в том же году создаёт проект «Горшенев», пригласив в него барабанщика из старого коллектива Михаила Фомина. Осенью новая группа обретает свою репетиционную базу и приглашает к сотрудничеству гитариста Jane Air Сергея Григорьева.
18 января 2019 года была выпущена первая работа коллектива — песня «Имена». Композиция попала в хит-парад «Чартова дюжина» на «Нашем радио» и вскоре заняла там первое место. В марте в группу был приглашён второй гитарист — Евгений Лебедев, участник стороннего коллектива Михаила Фомина «Удалённый Проект». 20 марта была выпущена ещё одна песня коллектива — «Царь зверей». 16 августа в «Чартову дюжину» на первое место попала песня «Одиночество».
Первый концерт группы состоялся 14 апреля 2019 года в московском «Главclub Green Concert». На концерте были представлены несколько новых, ещё не изданных, композиций. 20 апреля состоялась презентация нового проекта в петербургском клубе А2.
20 мая 2019 года был выпущен первый клип коллектива на композицию «Царь зверей». 25 мая группа выступила на фестивале «Легенда Fest 2019» в московском ДК имени Горбунова.
В 2019 году вышел первый макси-сингл группы «Крутится карусель», состоящий из трёх композиций дебютного альбома.
24 апреля 2020 года вышел дебютный альбом «Звёздный мусор».
4 февраля 2022 года вышла первая часть музыкальной трагедии «Фауст» под названием «Малый свет». Альбом стал вторым в дискографии коллектива.
В 2022 году группа впервые провела два концерта «Песни брата» в Москве и Санкт-Петербурге, посвящённые памяти брата Алексея Михаила Горшенёва и состоящих из песен группы «Король и Шут», в которой играл Михаил. А 19 июля 2023 в день 10-летия со дня смерти Михаила по России стартовал одноимённый гастрольный тур.
В 2023 году выступили в программе Подкаст. Лаб. 20 лет спустя на Первом канале. 
19 апреля 2024 года группа презентовала концертный альбом «Кукрыниксы. Наследие», записанный с симфоническим оркестром. Альбом создан на основе репертуара предыдущей одноимённой группы Алексея Горшенёва, а в записи приняли участие музыкант и композитор «Кукрыниксов» Дмитрий Гусев, и басист коллектива «ДДТ» Роман Невелев.
В 2025 году выступили на программе Квартирник у Маргулиса на телеканале НТВ.

## Дискография
Студийные альбомы
- 24 апреля 2020 — Звёздный мусор
- 4 февраля 2022 — Фауст

EP
- 25 октября 2019 — «Крутится Карусель»
- 16 мая 2024  — «Мгновение»
- 20 декабря 2024 — «Дыхание»

Концертный альбом
- 19 апреля 2024 — «Кукрыниксы. Наследие» (с симфоническим оркестром) (при участии бас-гитариста Романа Невелева)

Видеоклипы
| Год  | Название                 | Режиссёры        | Альбом / Мини-альбом                          |
| ---- | ------------------------ | ---------------- | --------------------------------------------- |
| 2019 | «Царь зверей»            |                  | альбом «Звёздный мусор»                       |
| 2022 | «Одиночество»            |                  | альбом «Звёздный мусор»                       |
| 2025 | «Рождённый быть звездой» | Алексей Горшенёв | EP«Крутится карусель»/альбом «Звёздный мусор» |

## Состав
- Алексей Горшенёв — вокал, тексты, музыка, клавишные, семплы;
- Сергей «Koren» Григорьев — электрогитара, акустическая гитара (группа Jane Air);
- Евгений Лебедев — соло-гитара, 12-и струнная гитара, соло («Удалённый Проект»);
- Михаил Фомин («Dophamin») — ударные, эл. перкуссия, шейкер («Удалённый Проект», Кукрыниксы)
- Алексей Богданов — барабаны, бубен и перкуссия, семплы, бас-гитара, техник
- Игорь «Панкер» Гудков — Организация концертов, атрибутика и др.медия работа.
- Геннадий Микрюков — Организация региональных концертов

- Алексей Богданов в некоторых песнях использует бас-гитару, но это редкая история. Его игра видна например в ролике «ДО и ПОСЛЕ концерта / ГОРШЕНЕВ / БЭКСТЕЙДЖ (Не вошедшее)» на официальном канале группы.

- Алексей Горшенёв про Алексея Богданова. «Леха был раньше на точке у нас. Человек занимался там всякими записями, и вот мы его взяли, он отличный парень. Если человек нужный, он с нами".